# بيرتي بوروونين
بيرتي بوروونين (بالفنلندية: Pertti Purhonen)‏ (14 فبراير 1942 – 5 فبراير 2011) هو ملاكم فنلندي راحل، مثّل بلاده في الألعاب الأولمبية الصيفية 1964.

## روابط خارجية
بيرتي بوروونين على موقع بوكس ريك (الإنجليزية) (registration required)
- بيرتي بوروونين على موقع أوليمبيديا (الإنجليزية)